# Potsdamski sporazum
Potsdamski sporazum (angleško Potsdam Agreement, rusko Потсдамское соглашение, Potsdamskoe soglašenje) je bil sporazum, sklenjen avgusta 1945 med tremi velikimi zavezniki med drugo svetovno vojno: Sovjetsko zvezo, Združenimi državami Amerike in Združenim kraljestvom. Sporazum je bil plod Potsdamske konference in se nanašal na vojaško okupacijo in obnovo Nemčije, njenih mejah in celotnem evropskem vojnem prizorišču. Obravnaval je tudi demilitarizacijo Nemčije, odškodnine, pregon vojnih zločincev in množični izgon etničnih Nemcev iz različnih delov Evrope.
Sporazum je bil napisan kot sporočilo in po mednarodnem pravu ni bil mirovni sporazum, čeprav je vseboval izpolnjena dejstva. Potsdamski sporazum je nadomestil  Sporazum o končni rešitvi zadev v zvezi z Nemčijo, podpisan 12. septembra 1990.
Ker De Gaulle ni bil povabljen na Potsdamsko konferenco, so se Francozi uprli izvajanju Potsdamskega sporazuma na svojem okupacijskem območju Nemčije. Zlasti Francozi so zavračali naselitev vseh izgnanih Nemcev z vzhoda v Zahodno Nemčijo. Poleg tega Francozi niso sprejeli nobene obveznosti spoštovanja Potsdamskega sporazuma v postopkih zavezniškega nadzornega sveta. Zlasti upirali so se vsem predlogom za vzpostavitev skupnih politik in institucij po vsej Nemčiji kot celoti in vsemu, kar bi lahko privedlo do ustanovitve enotne nemške vlade.

## Pregled
Po koncu druge svetovne vojne v Evropi (1939–1945) in odločitvah prejšnjih konferenc v Teheranu, Casablanki in Jalti so zavezniki z Berlinsko deklaracijo 5. junija 1945 prevzeli vrhovno oblast nad Nemčijo.
Na Potsdamski konferenci so zahodnim zaveznikom predstavili Stalinovo fait accompli, ki je sovjetski okupirani Poljski kot njeno zahodno mejo dodelil reko Odro,
kar je hkrati pomenilo, da sovjetska okupacijska cona zajema celotno ozemlje vzhodno od nje, z izjemo enklave Kaliningrad,  Pomorjansko in večino Vzhodne Prusije z Danzigom. Nemško prebivalstvo, ki ni pobegnilo s tega ozemlja, je bilo izgnano, njihovo premoženje pa je zasegla Poljska država.  Predsednik Truman in britanski delegati so protestirali proti tem dejanjem.
Potsdamska konferenca treh zmagovitih sil je potekala od 17. julija do 2. avgusta 1945. Na njej so sprejeli protokol o zborovanju, podpisan 1. avgusta 1945 v palači Cecilienhof v Potsdamu. Podpisniki so bili sovjetski generalni sekretar Josif Stalin, predsednik ZDA Harry S. Truman in predsednik britanske vlade Clement Attlee, ki je po britanskih splošnih volitvah leta 1945 zamenjal Winstona Churchilla kot predstavnika Združenega kraljestva. Tri sile so se dogovorile, da povabijo k sodelovanju Francijo in Kitajsko kot članici Sveta zunanjih ministrov, ustanovljenega za nadzor sporazuma. Začasna vlada Francoske republike je povabilo sprejela 7. avgusta s ključnim pridržkom, da a priori ne bo sprejela nobene zaveze za morebitno rekonstitucijo centralne vlade v Nemčiji.
Ameriški državni sekretar James F. Byrnes je zapisal: "Izrecno smo se vzdržali obljub, da bomo na nemški mirovni konferenci podprli katero koli posebno črto kot zahodno mejo Poljske". Berlinski protokol je izjavil: "Trije voditelji vlad ponovno potrjujejo svoje mnenje, da mora končna razmejitev zahodne meje Poljske počakati na [končno] mirovno rešitev". Byrnes je nadaljeval: "V luči zgodovine je težko verjeti kateri koli osebi, ki trdi, da je bila zahodna meja Poljske določena na konferencah ali da je obstajala obljuba, da bo vzpostavljena na določenem mestu".

## Protokol
V Potsdamskem sporazumu (Berlinska konferenca) so se zaveznice (Združeno kraljestvo, Sovjetska zveza, Združene države Amerike) dogovorile o naslednjih zadevah:
1. Ustanovitev Sveta zunanjih ministrov, ki vključuje tudi Francijo in Kitajsko, zadolženega za pripravo mirovne poravnave za Nemčijo, ki naj bi jo sprejela nemška vlada, ko bo vzpostavljena in  primerna za ta namen.
2. Načela za obravnavo Nemčije v začetnem nadzornem obdobju. 
  - A. Politična načela

Povojna Nemčija bo razdeljena na štiri okupacijske cone pod nadzorom Velike Britanije, Sovjetske zveze, Združenih držav in Francije z vrhovnimi poveljniki sil vsake države, ki bodo izvajali suvereno oblast nad zadevami v svojih conah, medtem ko se bo oblast za 'Nemčijo kot celoto' izvajala preko Zavezniškega nadzornega sveta.
Demortatizacija. Obravnava Nemčije kot celote. Razorožitev in demilitarizacija. Odprava vsega nacističnega vpliva.
  - A. Gospodarska načela.

Zmanjšanje ali uničenje vse civilne težke industrije z vojnim potencialom, kot so ladjedelništvo, proizvodnja strojev in kemične tovarne. Prestrukturiranje nemškega gospodarstva v smeri kmetijstva in lahke industrije.
3. Reparacije
Ta del je zajemal odškodninske zahtevke ZSSR iz sovjetskega okupacijskega območja v Nemčiji. Dogovorne strani so se strinjale, da se mora 10%  industrijskih zmogljivosti zahodnih con, nepotrebnih za nemško mirovno gospodarstvo, v dveh letih prenesti v Sovjetsko zvezo. Sovjetska zveza je umaknila svoje prejšnje ugovore proti francoskemu članstvu v Zavezniški reparacijski komisiji, ki je bila ustanovljena v Moskvi po Jaltski konferenci.
4. Uničenje nemške vojne in trgovske mornarice 
Potopile naj bi se vse podmornice, razen tridesetih, preostanek nemškega ladjevja pa bi se  enakomerno razdelil med tri sile.
Nemške trgovske ladje naj bi se enakomerno razdelile med tri sile; nekaj ladij naj bi dobili tudi drugi zavezniki. Do konca vojne z  Japonskim cesarstvom naj bi vse ladje ostale pod oblastjo združenih pomorskih oblasti.
5. Mesto Königsberg in sosednja ozemlja (takrat Vzhodna Prusija, zdaj Kaliningrajska oblast
Združene države in Velika Britanija sta razglasili, da bosta na mirovni konferenci podprli prenos Königsberga in sosednjega ozemlja Sovjetski Rusiji.
6. Vojni zločini 
Kratek člen je predvidel stvaritev Londonske listine in kasneje Nüremberških sodišč:
7. Avstrija 
Vlada Avstrije naj bi bila sprejeta po prihodu britanskih in ameriških sil na Dunaj. Avstriji naj ne bi bilo treba plačati nobenih vojnih odškodnin.
8. Poljska
Poljska bi morala ustanoviti začasno vlado narodne enotnosti, ki bi jo priznale vse tri sile. Poljaki, ki so služili v formacijah britanske vojske,  bi se smeli svobodno vrniti na Poljsko. Začasna zahodna meja bi morala biti črta Odra–Nisa,  pri čemer bi bila ozemlja vzhodno od te meje izključena iz sovjetskega okupacijskega območja in postavljena pod poljsko in sovjetsko civilno upravo. Poljska bi dobila nekdanja nemška ozemlja na severu in zahodu, vendar bi morala dokončna razmejitev na zahodu  Poljske počakati na mirovni sporazum. Slednji se je zgodil šele leta 1990  kot Sporazum o končni poravnavi z Nemčijo.
9. Sklenitev mirovnih sporazumov in sprejem v Organizacijo združeni narodov
Ugotovljeno je bilo, da se je Kraljevina Italija borila na strani zaveznikov in dobro napredovala pri vzpostavljanju demokratične vlade in institucij ter da bodo po sklenitvi mirovnega sporazuma  tri zaveznice podprle prošnjo demokratične Italijanske vlade za članstvo v Združenih narodih.
Vse tri vlade so zadolžile Svet zunanjih ministrov za pripravo mirovnih sporazumov  za Kraljevino Bolgarijo, Finsko, Kraljevino Madžarsko in Kraljevino Romunijo. Sklenitev mirovnih sporazumov  s priznanimi demokratičnimi vladami v teh državah bo omogočila trem vladam, da podprejo njihove prošnje za članstvo v Združenih narodih. Tri vlade soglašajo, da bodo vsako posebej v bližnji prihodnosti preučile glede na takratne razmere in še pred sklenitvijo mirovnih sporazumov s temi državami vzpostavile diplomatske odnose, kolikor bo to mogoče.
O podrobnostih so razpravljali kasneje istega leta na Moskovski konferenci zunanjih ministrov, sporazumi pa so bili podpisani leta 1947 na Pariški mirovni konferenci.
Vlade Romunije, Bolgarije in Madžarske so bile takrat komunistične,
10. Ozemeljsko skrbništvo
O nekdanjih italijanskih kolonijah bi se odločalo skupaj s pripravo mirovnega sporazuma z Italijo. Tako kot za večino drugih nekdanjih evropskih sil osi je bil tudi italijanski mirovni sporazum podpisan na Pariški mirovni konferenci leta 1947.
11. Revidiran postopek Zavezniške nadzorne komisije v Romuniji, Bolgariji in na Madžarskem
Zdaj, ko so se sovražnosti v Evropi končale, bi morale zahodne zaveznice dati večji prispevek nadzornim komisijam Srednje in Vzhodne Evrope, zato je priloga k temu sporazumu vključevala podrobne spremembe delovanja zavezniške nadzorne komisije za Madžarsko.
12. Urejena preselitev nemškega prebivalstva
Tri vlade, potem ko so vprašanje obravnavale v vseh njegovih vidikih, priznavajo, da bo treba opraviti preselitev nemškega prebivalstva ali njegovih delov, ki ostanejo na Poljskem, Češkoslovaškem in Madžarskem, v Nemčijo. Strinjajo se, da morajo biti vse preselitve izvedene na urejen in human način.
Izraz "Nemško prebivalstvo ali njegovi deli, ki ostanejo na Poljskem", se je nanašal na Nemce, ki so leta 1937 živeli znotraj meja Poljske do Curzonove linije na vzhodu. Teoretično bi lahko bili ti Nemci izgnani na začasno upravljano poljsko ozemlje v Šleziji, Pomorjanskem, Vzhodni Prusiji in vzhodnem Brandenburgu.
Ker so bile zavezniške okupacijske cone v Nemčiji pod velikim pritiskom, so češkoslovaško vlado, začasno poljsko vlado in Nadzorni svet na Madžarskem pozvali, naj predložijo oceno časa in hitrosti, s katero bi bilo mogoče izvesti nadaljnje premestitve, glede na sedanje razmere v Nemčiji in prekiniti nadaljnje izgone, dokler te ocene ne bodo vključene v načrte za pravično porazdelitev teh "odstranjenih" Nemcev med več okupacijskimi conami.
13. Oprema za črpanje nafte v Romuniji
14. Iran
Zavezniške enote naj bi se nemudoma umaknile iz Teherana. Nadaljnje faze umika čet iz Irana se bo moralo obravnavati na zasedanju Sveta zunanjih ministrov, ki naj bi potekalo v Londonu septembra 1945.
15. Mednarodna cona Tanger
Mesto Tanger in območje okoli njega bi moralo ostati mednarodno. O njem bi se moralo še naprej razpravljati.
16. Črnomorske ožine
Montreuxška konvencija o plovbi skozi Bospor in Dardanele bi morala biti revidirana sporazumno s turško vlado.
17. Mednarodne notranje vodne poti
18. Konferenca o evropskem notranjem transportu
19. Navodila vojaškim poveljnikom zavezniškega Nadzornega sveta za Nemčijo
20. Uporaba zavezniške lastnine za satelitske odškodnine ali vojne trofeje 
Podrobnosti so bile opisane v Prilogi II
21. Vojaški pogovori

- Priloga I
- Priloga II

Za vojno na pacifiškem bojišču je Potsdamska konferenca 26. julija 1945 izdala Potsdamsko deklaracijo, ki je opredeljevala pogoje za japonsko vdajo. V deklaraciji so  zahodni zavezniki in nacionalistična Kitajska generala Čjang Kajška   pozvali Japonsko, naj se preda ali pa bo uničena.

## Posledice
Med Potsdamsko konferenco je bil 30. julija 1945  v Berlinu ustanovljen Zavezniški nadzorni svet, da bi izvršil zavezniške resolucije, znane kot  " štirje D":
- Denacifikacija nemške družbe  do izkoreninjenja nacističnega vpliva.
- Demilitarizacija bivših oboroženih sil (Wehrmacht) in nemške oboroževalne industrije; okoliščine hladne vojne so kmalu pripeljale do ponovnega oboroževanje Nemčije, vključno s ponovno ustanovitvijo Bundeswehra in  Nacionalne ljudske armade.
- Demokratizacija, vključno z ustanovitvijo političnih strank, sindikatov ter  svobodo govora, tiska in vreoizpovedi.
- Decentralizacija. V Zahodni Nemčiji je bila decentralizacija v skladu s Trumanovo doktrino ustavljena leta 1951. Vzhodna Nemčija je bila prepuščena sama sebi.

### Ozemeljske spremembe
Severna polovica nemške province Vzhodna Prusija, ki jo je zasedla Rdeča armada med svojo vzhodnoprusko ofenzivo, ki ji je pozimi 1945 sledila evakuacija, je bila že vključena v sovjetsko ozemlje kot Kaliningrajska oblast. Zahodni zavezniki so obljubili podporo priključitvi ozemlja severno od črte Braunsberg–Goldap, ko se bo o tem razpravljalo na končnem nemškem mirovnem sporazumu.
Zavezniki so priznali legitimnost poljske začasne vlade narodne enotnosti, ki je bila tik pred ustanovitvijo sovjetske satelitske države. Združeno kraljestvo in ZDA sta popustila Stalinovi zahtevi, da nemško ozemljo vzhodno od črte Odra–Nisa od baltske obale zahodno od Świnoujścieja do češkoslovaške meje preide "pod poljsko upravo". Predlog razmejitvene črte  Odra-Bober-Queis je sovjetska delegacija zavrnila. Odstopo Poljski je vključeval tudi nekdanje svobodno mesto Danzig (Gdansk) in pristanišče Stettin (Ščečin)  ob izlivu reke Odre, ključnega pomena za industrijsko regijo Zgornja Šlezija.
Povojna Nemčija, bi bila torej sestavljena samo iz skupnih okupacijskih con, ker so bila vsa nekdanja nemška ozemlja vzhodno od črte Odra-Nisa izključena iz sovjetske okupacijske cone.

### Izgoni Nemcev
Poljaki so že med pogajanji začeli zatirati nemško prebivalstvo zahodno od reke Bóbr, da bi poudarili svojo zahtevo po meji na Lužiški Nisi. Zavezniška resolucija o "urejenem premeščanju" nemškega prebivalstva je postala legitimacija izgona Nemcev iz nejasnih predelov Srednje Evrope, od koder še niso zbežali pred prodirajočo Rdečo armado.
Izgon etničnih Nemcev je poleg Nemcev, živečih na poljskem ozemlju pred letom 1939, zajemalo tudi Nemce, ki so prišli "pod poljsko upravo" do končne odločitve z Nemško mirovno pogodbo. To je pomenilo  Vzhodno Prusijo (Mazurija), Daljnje Pomorjansko, regijo Nova marka nekdanje province Brandenburg, okrožja Grenzmark Posen-Zahodna Prusija, Spodnjo Šlezijo in tiste dele Zgornje Šlezije, ki so po letu 1921 ostali Nemčiji s Plebiscitom o Gornji Šleziji. Nadalje je prizadela nemško manjšino, ki je živela na ozemlju nekdanje Druge poljske republike v Velikopoljski, vzhodni Zgornji Šleziji, deželi Chełmno in poljskem koridorju z Danzigom.
Na Češkoslovaškem so bili Nemci (34 % prebivalstva ozemlja današnje Češke) izgnani iz Sudetov (Sudetski Nemci), pa tudi iz Karpatov (Karpatski Nemci), enklav v osrednji Češki in Moravski in iz Prage.
Čeprav se je Potsdamski sporazum nanašal le na Poljsko, Češkoslovaško in Madžarsko, je do izgonov prišlo tudi v Romuniji, kjer so transilvanske Sase izgnali in jim zaplenili lastnino, ter v Jugoslaviji. Na sovjetskih ozemljih so bili Nemci izgnani iz severne Vzhodne Prusije (Kaliningrajska oblast), pa tudi iz sosednje litovske regije Klaipeda in drugih dežel, ki so jih naselili Baltski Nemci.